# Joanne Fa'avesi
 (octobre 2024).
Pas d'image ? Cliquez ici

a Compétitions nationales et continentales officielles uniquement.

b Matchs officiels uniquement.
Joanne Fa'avesi, née le 5 février 1992 à Salinas (États-Unis), est une joueuse internationale américaine de rugby à XV et internationale de rugby à sept évoluant aux postes de centre à XV et de talonneur ou pilier à sept.

## Biographie
Joanne Fa'avesi naît le 5 février 1992 à Salinas aux États-Unis. En 2024, elle est sous contrat avec l'équipe des États-Unis de rugby à sept.
Elle cumule, à la fin de l'été 2024, sept sélections en équipe des États-Unis de rugby à XV quand elle est retenue pour le WXV au Canada.